# Brusienka

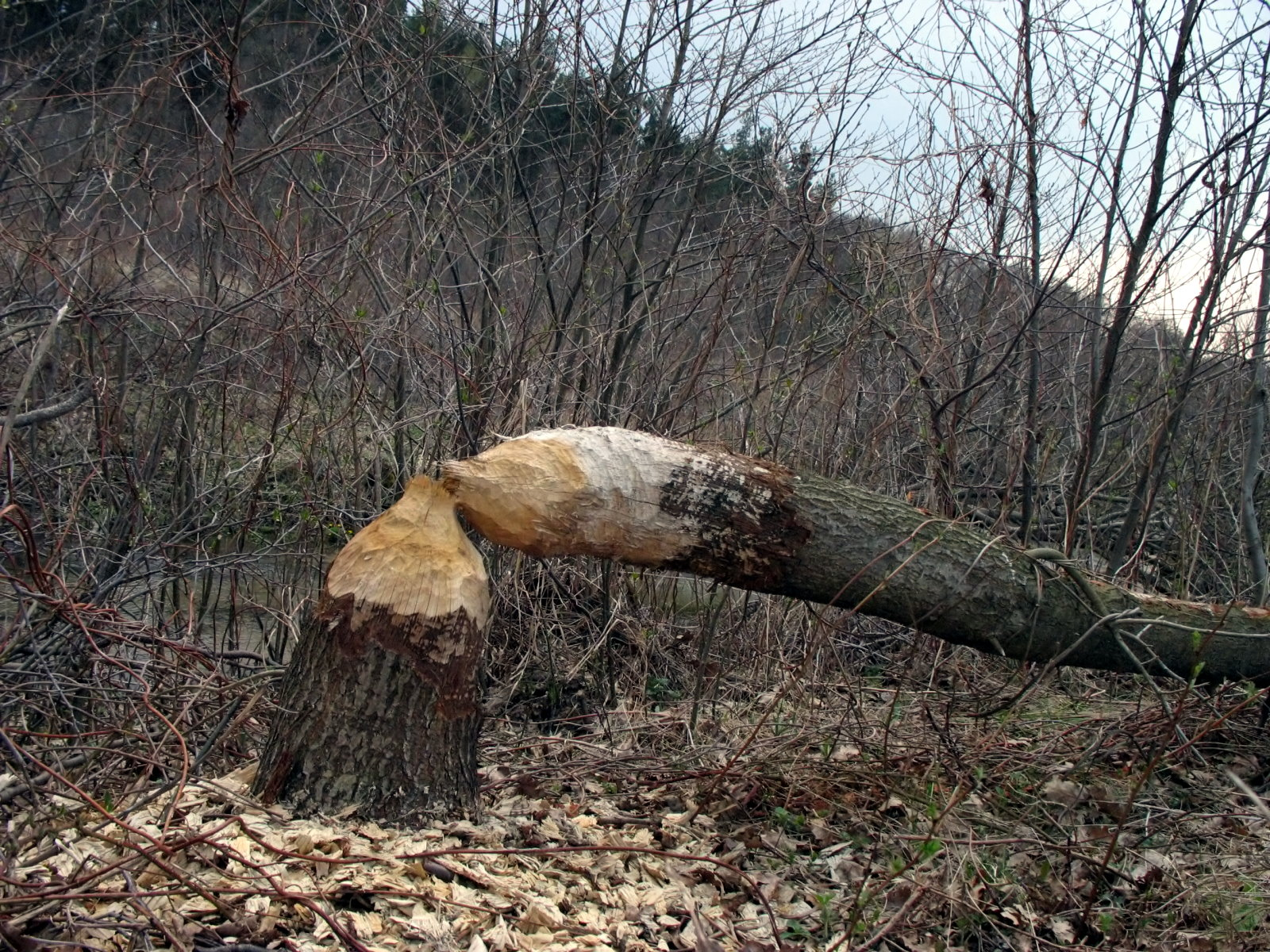
Drzewo ścięte przez bobry

Brusienka – rzeka wypływająca na skraju Roztocza Wschodniego, uchodząca do Wirowej, lewobrzeżnego dopływu Tanwi.
Brusienka ma źródła u podnóża wzgórza Brusno (385 m) na terenie nieistniejącej wsi Stare Brusno. Płynie przez miejscowości: Polanka Horyniecka (dawniej Deutschbach), Nowe Brusno, Rudka (wieś nie istnieje, została jedna rodzina), Chotylub, Nowe Sioło, Cieszanów i pomiędzy Niemstowem a Starym Lublińcem wpada do Wirowej, dopływu Tanwi. Rzeczkę charakteryzuje krystalicznie czysta woda oraz doskonale widoczne piaszczyste dno. Brusienka, podobnie jak inne rzeki roztoczańskie z powodu silnego zasilania podziemnego zamarza tylko przy bardzo niskich temperaturach. W samych źródłach widać kotłujący się piasek oraz zieloną przez cały rok roślinność wodną.
W swoim górnym, roztoczańskim biegu płynie głęboką, zalesioną doliną między wzgórzami Brusno (364,8 m n.p.m.) i Hrebcianka (330,6 m n.p.m.). Na obu wzgórzach zachowało się kilkanaście schronów bojowych z Linii Mołotowa. Pod szczytem wzgórza Brusno znajduje się największy kamieniołom na Roztoczu Wschodnim. Teren doliny zamieszkują licznie dzikie zwierzęta, m.in. bobry.
W Nowym Bruśnie zbudowano na rzeczce sztuczny zbiornik, pełniący funkcje przeciwpożarowe i retencyjne.